# テンケ・フングルーメ鉱山
テンケ・フングルーメ鉱山（英語: Tenke Fungurume Mining）は、コンゴ民主共和国で最大の銅およびコバルトの鉱山の1つである。施設の建設は2006年後半に始まり、2009年に銅の生産を開始した。それ以来、この鉱山は地域社会や国にとって最大の産業であり税収源となっている。
2018年の時点でテンケ・フングルーメ鉱山は、2006年の開発開始以来、25億ドルを超える国庫およびその他の管理サービスへの納金を行っており、現在、8,000人を超えるコンゴの従業員または請負業者を雇用している。
鉱山の名前は二つの隣接する自治体のテンケとフングルーメから来ている。

## 立地
鉱山はルアラバ州内のルブンバシ市から約北西180kmの場所にある。鉱区は約1,600平方キロメートルである。

## 所有
鉱山会社の株式は最初は57.75％がフェルプスドッジ、テンケ鉱山株式会社が24.75％、国営会社のジェカミンが17.5％を保有していた。
フリーポート・マクモランは2007年3月19日にフェルプスドッジを買収して鉱山を運営し、株式の56％を保有し、世界最大の上場銅会社となった。 ランディンマイニングが24％、国営会社のジェカミンが20％を保有している。
2016年、フリーポート・マクモランはテンケ・フングルーメ鉱山の70％の株式を中国モリブデン株式会社に間接売却して、テンケ鉱山株式会社の56％の株式を売却した。さらにランディンマイニングは鉱山の株式をBHRPartnersの関連会社に売却する契約を発表した。
2017年、BHR Newwood DRC Holdingsはカナダの鉱山会社ランディンマイニングから鉱山の株式24％を11.4億ドルで取得するためにプライベートエクイティ会社BHRによって設立されました。2019年には持株会社の買収が許可され中国企業が鉱山における80％の株式を所有している。

## 運営状況
テンケ・フングルーメ鉱山はコンゴ民主共和国のアフリカの銅ベルト内に鉱山と処理施設を備えた、銅とコバルトの大手生産元である。テンケの豊富な鉱物資源は、長い鉱山寿命と将来の開発を保証している。
知られている中では世界最大の銅とコバルト鉱床の1つでもあり、コンゴで最大の銅の生産地である。
銅とコバルトを安全に製造することにより、輸送、通信、建設、コンピューター、医学、および多くの新興技術に不可欠な金属を提供する。 鉱山会社は2009年に最初の銅を製造した。
中国モリブデンは2019年に、コバルト価格の下落とコストの上昇により鉱山が不採算になったと述べた。 

## コミュニティ開発
TFMコミュニティ開発戦略には、次の側面が含まれます。
- TFMプログラムと地方、州、国の開発の優先事項との整合
- 飲料水、ヘルスケアへのアクセス、基礎教育、経済開発などの基本的なコミュニティのニーズとインフラストラクチャへの対応。
- スキルトレーニング、マイクロクレジット施設、農業普及支援を通じて、TFM以外の従業員の雇用機会と収入創出を創出する。
- 長期的な所有権と持続可能性のために政府や地元のNGOと協力して地域社会の能力を構築する。

## 参照項目
- フリーポート-マクモラン
- ランディンマイニング
- フェルプスドッジ